# Gadi Taub
Pour les articles homonymes, voir Taub.
Gadi Taub (en hébreu : גדי טאוב) est un historien, scénariste, écrivain et éditorialiste israélien né le 19 avril 1965 à Jérusalem.

## Biographie
Gadi Taub fait des études d'histoire à l'université de Tel-Aviv. Il obtient un doctorat en 2003 de l'université Rutgers avec une thèse sur Richard Rorty.
Taub est aussi scénariste et animateur de programmes à la radio et à la télévision à destination des jeunes.
Il a publié plusieurs romans. En 1992, son recueil Que se serait-il passé si nous avions oublié Dov (מה היה קורה אם היינו שוכחים את דוב) est considéré comme une œuvre phare de la nouvelle génération d'écrivains israéliens. Son roman suivant, Allenby (he) (אלנבי (ספר)), qui se déroule rue Allenby, est un succès et est adapté en série télévisée. L'écrivain Etgar Keret écrit une revue très positive de ce roman.
Gadi Taub enseigne à l'université hébraïque de Jérusalem.